# Nathan Fraser
Nathan John Mark Fraser là một cầu thủ bóng đá người Cộng hoà Ireland hiện đang thi đấu ở vị trí tiền đạo cho câu lạc bộ Wolverhampton Wanderers và đội tuyển U19 Ireland.

## Sự nghiệp
Fraser gia nhập hệ thống đào tạo trẻ của Wolverhampton Wanderers từ khi lên 7 tuổi, sau khi được phát hiện ở đội bóng trẻ Trysull Tigers.
Fraser bắt đầu xuất hiện và gây ấn tượng ở U21 Wolves vào mùa giải 2020–21, sau đó là được trao cơ hội ở đội U23 vào đầu năm 2022. Fraser cũng đã kí vào bản hợp đồng chuyên nghiệp đầu tiên với Wolves vào tháng 2 năm 2022.
Ở mùa giải 2022–23, Fraser được thi đấu đều đặn ở đội U21 Wolves dưới bàn tay dẫn dắt của huấn luyện viên James Collins.

## Sự nghiệp quốc tế
Fraser được triệu tập lên đội tuyển U19 Ireland vào năm 2022. Fraser cũng đã có một bàn thắng cho U19 Ireland trong chiến thắng 6-0 trước U19 Gibraltar.